# Léna
Pour les articles homonymes, voir Léna (homonymie).

Le bassin de la Léna.

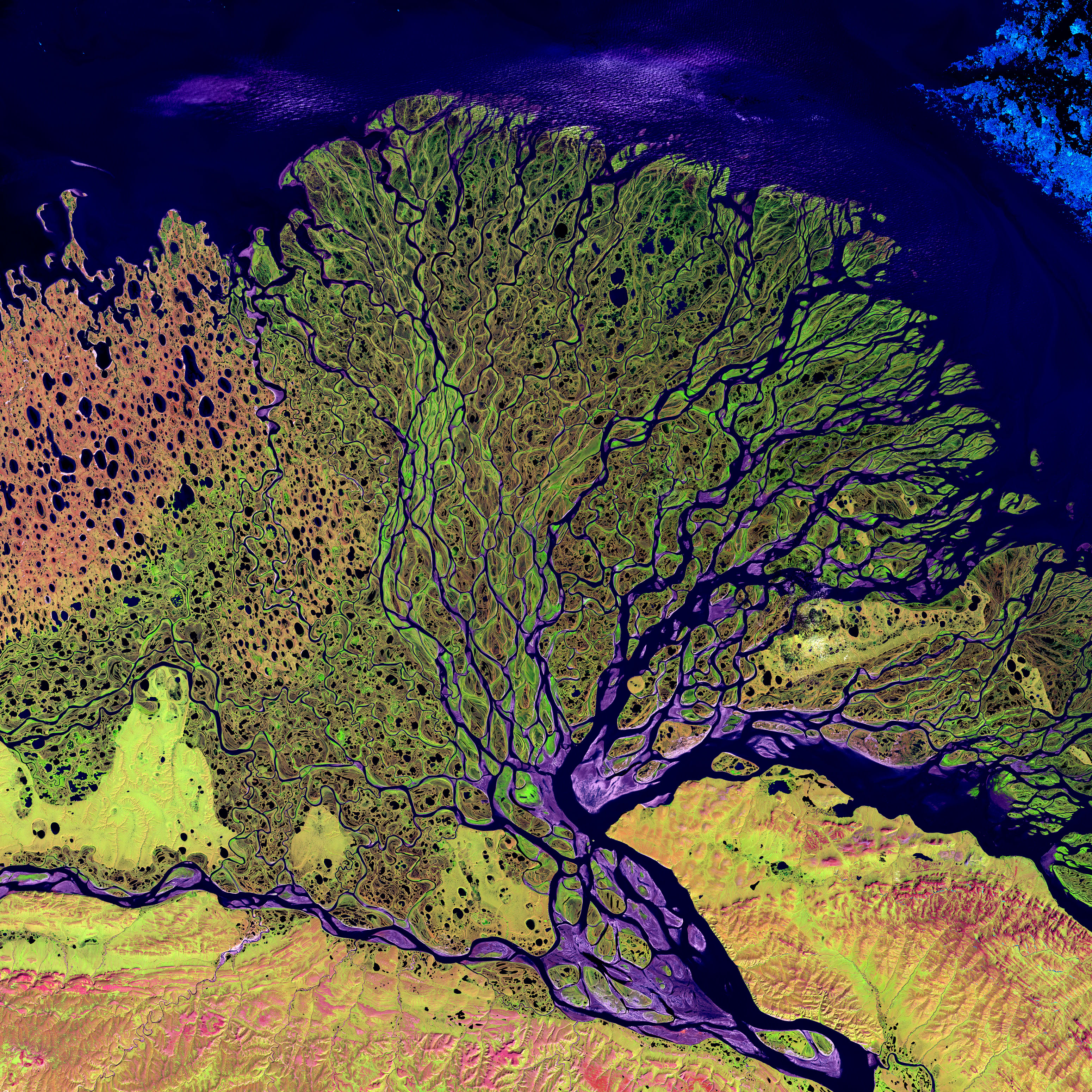
Le delta de la Léna vu par Landsat 2000.

La Léna est un fleuve de Sibérie en Russie, le plus oriental des trois grand fleuves qui drainent cette région septentrionale de l'Asie selon un axe sud-nord. Long de 4 400 km, c'est le plus long fleuve dont le bassin est entièrement en Russie, le septième fleuve de la planète par la taille de son bassin versant (le 3e russe derrière l'Ienisseï et l'Ob) et le 12e pour son débit moyen (le 2e russe derrière l'Ienisseï).

## Étymologie du nom
Selon Le Robert des noms propres, le nom « Léna » vient d'un dialecte toungouze yelyuyon « rivière ».

## Géographie
Le bassin versant de la Léna couvre environ 2 490 000 km2 dont la majeure partie est située dans la République de Sakha ou Iakoutie (cours moyen et inférieur) et l'oblast d'Irkoutsk (cours supérieur). La Léna sépare le plateau de Sibérie centrale et la région plus montagneuse de la Sibérie orientale. La forêt couvre 84 % de la surface du bassin : le mélèze domine mais on trouve également des pins et des bouleaux (moins de 10 %). 

### Le cours supérieur (de la source à la Vitim)
La Léna prend sa source dans les monts Baïkal à environ 12 km à l'ouest du lac Baïkal dans un lieu situé à une altitude de 1 450 mètres, au centre de la réserve naturelle de Baïkal-Léna (à 300 km au nord d'Irkoutsk). Le fleuve coule d'abord vers l'ouest jusqu'à Katchoug puis vers le nord puis enfin le nord-est. À partir de la ville d'Oust-Kout, dotée d'un port fluvial (Ossétrovo) et d'une station ferroviaire sur le Baïkal Amour Magistral (BAM), elle devient navigable jusqu'à son embouchure sur plus de 3 500 km. Le cours de la Léna est à un moment parallèle à celui de la Toungouska inférieure (affluent de l'Ienisseï) qui s'en approche à quelques kilomètres. À partir de sa jonction avec la rivière Kirenga (660 m3/s) sa profondeur passe à près de 9 mètres. Sur tout son cours supérieur jusqu'à son confluent avec la Vitim, soit près de 1 480 km, la Léna traverse une zone de moyenne montagne dans une vallée encaissée dont la largeur varie de 1 à 10 km et son cours est parfois coupé par des rapides.

### Le cours moyen (jusqu'à l'Aldan)
Le confluent avec la Vitim (2 200 m3/s), un de ses affluents majeurs, marque le début du cours moyen du fleuve long de 1 415 km. Passé le village de Prokovska, le fleuve s'élargit jusqu'à 1,6 km et ralentit tandis que la vallée atteint une largeur supérieure à 32 km à certains endroits. Les berges, plates et couvertes de forêts, sont étagées en terrasses sculptées par le fleuve. La Léna reçoit les eaux de l'Olekma (1 950 m3/s) sur sa rive droite puis arrive à hauteur de Iakoutsk capitale de la République de Sakha et principale ville de la région. À 300 km en amont de la ville, le fleuve longe sur près de 80 km sur la rive les colonnes de la Léna, des roches calcaires sculptées, site naturel objectif d'excursions inscrit sur la liste du patrimoine mondial en 2012.

### Le cours inférieur (à partir de l'Aldan) et le delta de la Léna
Le confluent de la Léna avec l'Aldan (5 060 m3/s) sur sa rive droite marque le début du cours inférieur. La Léna pénètre alors dans la plaine de Iakoutie parsemée d'étangs et de marécages. Sur cette section la vallée a une largeur de 19 à 26 km et en période de crue le fleuve a une largeur de 6 à 14 km tandis que la profondeur du fleuve atteint 20 mètres. La Léna reçoit les eaux de la Viliouï (1 480 m3/s) sur sa rive gauche. Son cours décrit un arc vers l'ouest pour contourner les monts de Verkhoïansk qu'elle franchit dans une vallée étroite. Une fois passé cet obstacle, la Léna s'élargit à nouveau.
La Léna se jette dans la mer des Laptev en formant le delta de la Léna qui s'avance de plus de 100 km dans la mer : le fleuve se ramifie en de nombreux bras parsemés de près de 1 500 îles, sur une largeur de 250 km et une superficie de 30 000 km2 (plus vaste que le delta du Nil). Le bras Trofimov à l'est du delta est emprunté par 70 % des eaux du fleuve. La navigation passe par le bras Olenek situé le plus à l'est. Le delta comporte une faune et une flore particulièrement riches compte tenu de sa latitude élevée : une trentaine d'espèces de mammifères, une centaine d'espèces d'oiseaux qui nichent en été et de nombreux spécimens de flore arctique. Une partie du delta est protégée par la Réserve naturelle du delta de la Léna.

## Hydrologie
La région est caractérisée par un climat continental froid avec des températures hivernales moyennes comprises entre −30 °C et −40 °C (température record de −70 °C). L'été, la température moyenne s'étage entre 10 °C et 20 °C. Les précipitations dans les zones de plaines et sur le delta sont faibles (de 100 à 400 mm). Dans les régions montagneuses, en particulier sur le cours supérieur de la Léna, il tombe de 600 à 700 mm. L'essentiel des précipitations a lieu durant l'été.
La Léna a un régime nival de plaine caractéristique des fleuves coulant à une latitude élevée :
- Le fleuve a une crue violente et brève vers mai-juin à la fonte des neiges dans les plaines et les montagnes.
- La variation du débit est très forte au cours de l'année : en hiver, le gel de la surface du fleuve et la faiblesse des précipitations se conjuguent pour réduire le débit à quelques pourcents du débit de fin de printemps.
- Le débit peut varier très fortement d'une année sur l'autre en fonction de la quantité de neige tombée durant l'hiver.

Ce régime est accentué dans le cas de la Léna car presque tout son bassin se trouve dans la zone de pergélisol (80 à 90 % de sa superficie). Le sol au-delà d'une certaine profondeur (1 à 4 mètres) est gelé en permanence et ne peut stocker l'eau durant le printemps pour la restituer en période de faible précipation.
Le débit moyen est de 16 300 m3/s avec d'importantes variations entre l'hiver (janvier débit moyen avant le delta 3 000 m3/s) et la fin du printemps (60 000 m3/s). Du point de vue des contributions, le bassin de la Léna peut être subdivisé en 3 bassins : le bassin de la Léna supérieure (897 000 km2) qui occupe 37 % de la surface et fournit 42 % du débit, le bassin de l'Aldan (696 000 km2) qui occupe 28 % de la surface et fournit 30 % du débit et le bassin de la Villiouï (452 000 km2) qui représente 18,6 % de la superficie du bassin et fournit 9 % du débit.
La Léna est prise dans les glaces d'octobre à juin : son cours gelé devient alors une voie de communication essentielle car les conditions extrêmes qui règnent dans la région n'ont pas permis de créer de véritable réseau routier ni de réseau ferroviaire (une antenne du Transsibérien - le AIAM - s'arrête au sud de Iakoutsk). Le dégel est souvent cataclysmique avec un débit qui peut monter jusqu'à 200 000 m3/s : les eaux libérées peuvent être bloquées par des barrages de glaces (embâcle de glace) situées en aval (donc plus au nord) entraînant des inondations catastrophiques. En 2001, l'abondance des précipitations a entrainé une inondation qui a pratiquement détruit la ville de Lensk : les autorités ont dû recourir à des bombardiers Sukhoi Su-24 qui ont largué 80 tonnes d'explosifs pour détruire un bouchon créé par la glace et limiter les dégâts.

### Évolution du débit du fleuve au long de son parcours
| Station       | Kilométrage depuis l'océan | Bassin versant (km2) | Débits enregistrés en m3/s | Débits enregistrés en m3/s | Débits enregistrés en m3/s | Débits enregistrés en m3/s | Débits enregistrés en m3/s | Débits enregistrés en m3/s | Débits enregistrés en m3/s | Affluents principaux                 |
| Station       | Kilométrage depuis l'océan | Bassin versant (km2) | Module                     | --                         | Débit mensuel minimum      | mois                       | --                         | Débit mensuel maximum      | mois                       | Affluents principaux                 |
| ------------- | -------------------------- | -------------------- | -------------------------- | -------------------------- | -------------------------- | -------------------------- | -------------------------- | -------------------------- | -------------------------- | ------------------------------------ |
| Tchantchour   | 4 078                      | 4 690                | 48,14                      |                            | 13,10                      | mars                       |                            | 121,18                     | mai                        |                                      |
| Katchoug      | 3 968                      | 17 400               | 90,47                      |                            | 23,41                      | mars                       |                            | 203,99                     | mai                        |                                      |
|               |                            |                      |                            |                            |                            |                            |                            |                            |                            | Toutoura                             |
| Jigalovo      | 3 803                      | 30 400               | 120,14                     |                            | 33.92                      | mars                       |                            | 344,44                     | mai                        |                                      |
|               |                            |                      |                            |                            |                            |                            |                            |                            |                            | Ilga                                 |
| Grouznovka    | 3 747                      | 41 700               | 189,36                     |                            | 49,00                      | mars                       |                            | 557,76                     | mai                        |                                      |
|               |                            |                      |                            |                            |                            |                            |                            |                            |                            | Kouta                                |
| Oust-Kout     | 3 464                      | 71 400               | 355,04                     |                            | 84,93                      | mars                       |                            | 1169,17                    | mai                        |                                      |
|               |                            |                      |                            |                            |                            |                            |                            |                            |                            | Taïoura, Kirenga                     |
| Zmeinovo      | 3 139                      | 140 000              | 1 123,68                   |                            | 285,47                     | mars                       |                            | 3341,34                    | juin                       |                                      |
|               |                            |                      |                            |                            |                            |                            |                            |                            |                            | Tchetchouï, Tchouïa, Vitim, Peledouï |
| Krestovaïa    | 2 655                      | 440 000              | 4 165,00                   |                            | 687,00                     | mars                       |                            | 13 439,00                  | juin                       |                                      |
|               |                            |                      |                            |                            |                            |                            |                            |                            |                            | Niouïa, Bolchoï Patom, Olekma        |
| Solianka      | 2 078                      | 770 000              | 6 791,00                   |                            | 952,00                     | mars                       |                            | 21 909,00                  | juin                       |                                      |
| Tabaga        | 1 527                      | 897 000              | 7 007,00                   |                            | 916,00                     | avril                      |                            | 23 561,00                  |                            |                                      |
|               |                            |                      |                            |                            |                            |                            |                            |                            |                            | Aldan, Viliouï                       |
| Stolb (Delta) | 5                          | 2 460 000            | 15 381,00                  |                            | 1 759,00                   | avril                      |                            | 61 833,00                  | juin                       |                                      |

### Les affluents

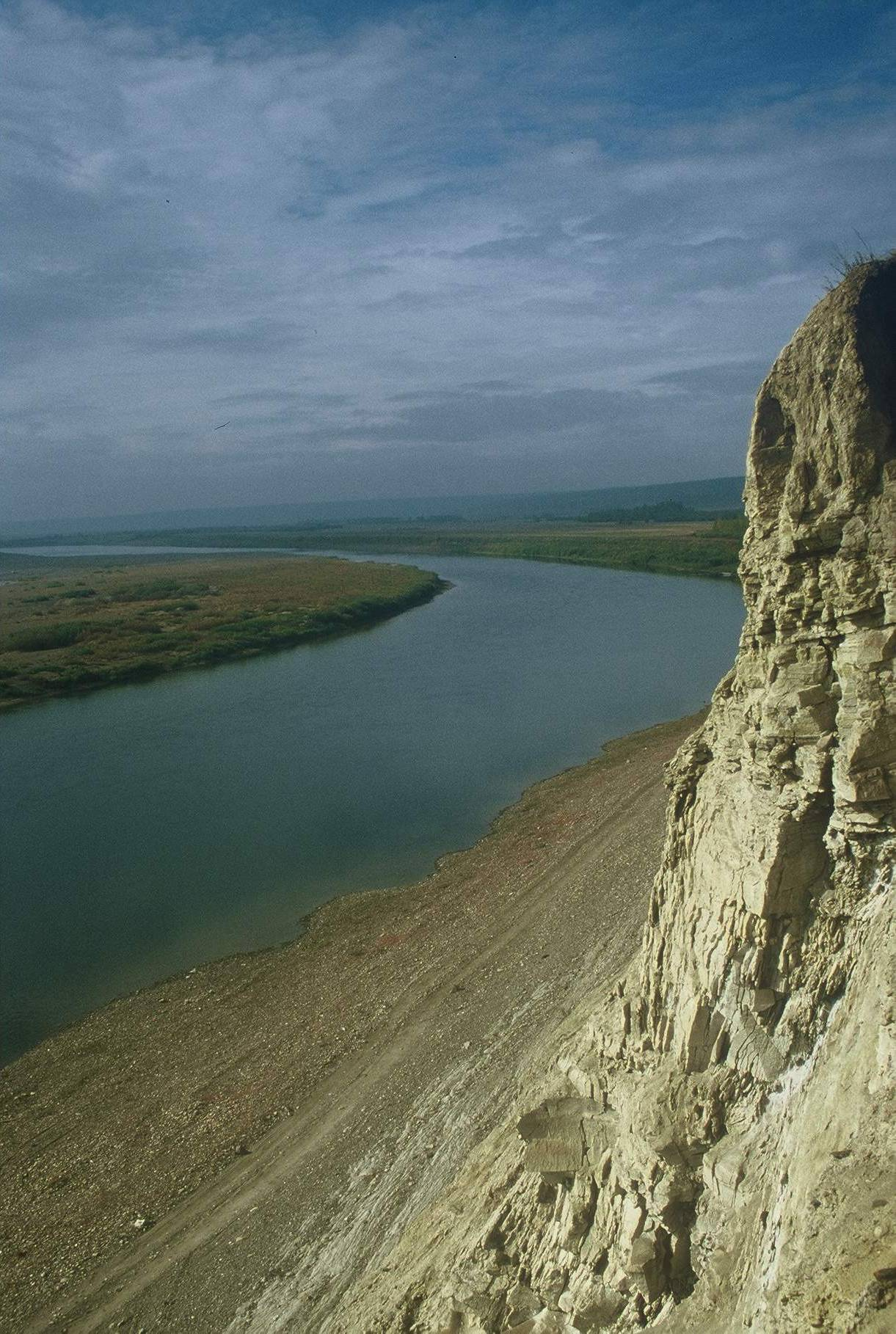
L'Amga, affluent de l'Aldan.

La Léna comprend depuis sa source plus de 2 000 affluents. Les principaux affluents sont d'amont en aval (superficie du bassin versant, longueur, débit moyen) :
| Rive gauche : - Kouta (12 500 km2, 408 km, 61,4 m3/s) - Koupa (3 200 km2, 220 km, 20 m3/s) - Peledouï (14 300 km2, 398 km) - Niouïa (36 100 km2, 798 km) - Viliouï (454 000 km2, 2 650 km, 1 480 m3/s) - Tchona (40 600 km2, 802 km) - Tioung (49 800 km2, 1 092 km) - Markha (99 000 km2, 1 180 km, 400 m3/s) | Rive droite : - Kirenga (46 600 km2, 746 km, 660 m3/s) - Tchouïa (18 400 km2, 512 km, 162 m3/s) - Vitim (225 000 km2, 1 978 km, 2 200 m3/s) - Kalar (17 400 km2, 511 km, 200 m3/s) - Tsipa (42 200 km2, 692 km, 270 m3/s) - Bolchoï Patom (27 600 km2, 460 km, 349 m3/s) - Olekma (210 000 km2, 1 436 km, 1 950 m3/s) - Tchara (87 600 km2, 851 km, 900 m3/s) - Aldan (729 000 km2, 2 273 km, 5 060 m3/s) - Timpton (43 700 km2, 532 m3/s) - Outchour (113 000 km2, 812 km, 1 350 m3/s) - Gonam (55 600 km2, 686 km) - Maïa (171 000 km2, 1 053 km, 1 200 m3/s) - Youdoma (43 700 km2, 756 km, 342 m3/s) - Amga (69 300 km2, 1 462 km, 178 m3/s) |

## Histoire
La majorité des chercheurs pensent que le nom du fleuve dérive de Elïou-Ene qui signifie dans la langue evenki « grand fleuve ».
La région a été explorée par des détachements de Cosaques mandatés par le tsar puis à compter du XVIIIe siècle par des expéditions de savants. 
Iakoutsk a été fondé par un détachement de cosaques en 1632 sur la rive droite de la Léna. Dans les années 1940, la ville a été transférée sur l'autre rive.
Le baron Edouard Toll, accompagné d'Alexandre de Bunge, réalise en 1885, à la demande de l'Académie des sciences de Russie, une mission d'exploration dans le delta de la Léna et les îles de Nouvelle-Sibérie. Ils explorent le delta de la Léna et ses nombreux bras qui se déversent dans l'océan Arctique. Au printemps 1886 ils portent leurs recherches vers la rivière Iana et ses affluents ainsi que les îles de Nouvelle-Sibérie. En une année, l'expédition parcourt 25 000 km dont 4 200 km en empruntant les voies d'eau, tout en réalisant des relevés géodésiques.
Alors que Vladimir Ilitch Oulianov était déporté en Sibérie, au bord de la Léna, de 1897 à 1900, il prit pour pseudonyme Lénine, c'est-à-dire « l'homme de la Léna ».
En 1912, une grève parmi les ouvriers travaillant dans les mines d'or aboutit au massacre de la Léna. Près de 200 ouvriers trouvèrent la mort quand les troupes de police ouvrirent le feu sur les ouvriers en grève.

## Économie

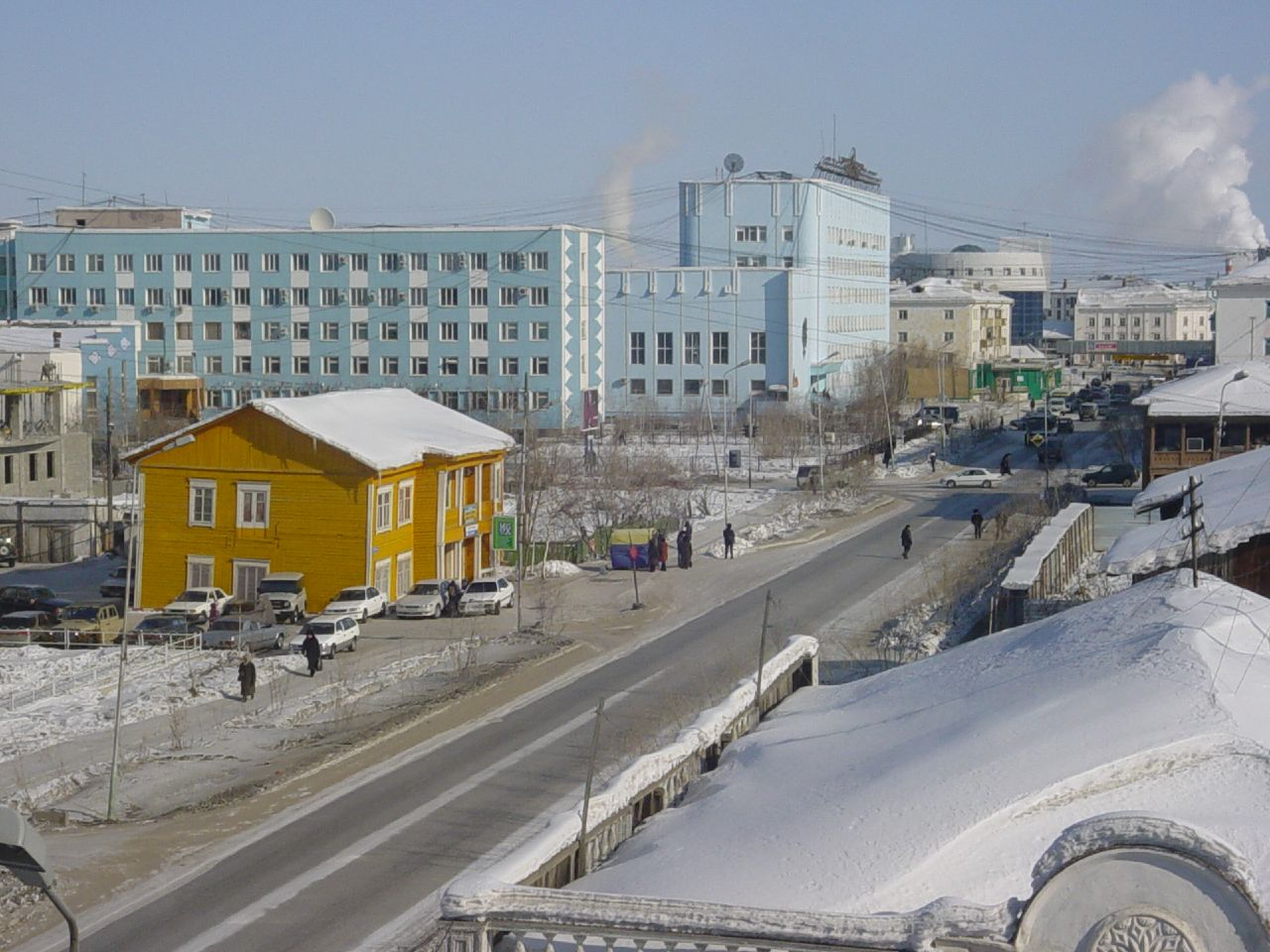
Iakoutsk, principale ville sur la Léna.

Les régions traversées par la Léna font partie des terres les moins peuplées de la planète : l'hostilité des conditions climatiques et l'éloignement des régions densément peuplées rendent la vie difficile et restreignent fortement le nombre d'activités viables. Le bassin fluvial compte une population totale de 2,3 millions d'habitants (moins d'un habitant au kilomètre carré), répartis de manière très inégale. Malgré la volonté de l'ancien gouvernement soviétique de mettre en valeur les énormes ressources naturelles de la région (charbon, diamant, or, uranium, énergie hydro-électrique), la présence d'habitants se limite à Iakoutsk, quelques villes minières ou à vocation logistique (port, gare) ainsi que des villages très dispersés de nomades yakoutes sédentarisés. Depuis le changement de régime, la désorganisation de l'économie et la réduction des incitations financières ont particulièrement touché la région qui a perdu une partie des habitants qui n'étaient pas de souche. Les principales agglomérations situées sur le fleuve sont :
- Katchoug ;
- Oust-Kout, premier port fluvial sur le cours supérieur desservi par le BAM ;
- Kirensk ;
- Vitim ;
- Oliokminsk ;
- Lensk ;
- Iakoutsk plus grande ville et capitale de la République de Sakha.

En aval d'Oust-Kout, aucun pont ne traverse aujourd'hui le fleuve. Dans le cadre de la future desserte ferroviaire de Iakoutsk par un prolongement de la Magistrale Amour-Iakoutie, une des options de tracé nécessite la construction d'un pont au-dessus de la Léna au niveau de Iakoutsk ou un peu en aval. Mais le coût de cette construction (la Léna est très large, la débâcle et le pergélisol nécessitent des dispositifs coûteux) font jusqu'à présent hésiter les décideurs. 
Le potentiel hydro-électrique est faiblement exploité. Il existe deux barrages sur l'ensemble du bassin versant, dont le plus important est le barrage de Tchernichevski sur la Viliouï. La construction de ce dernier en 1967, qui a nécessité la réalisation d'un lac de retenue d'une superficie de 2 100 km2 d'une capacité de stockage de 35,9 km3, a donné lieu à un désastre écologique dont la rivière, 40 ans après, ne s'est toujours pas remise.[réf. nécessaire]

## Galerie

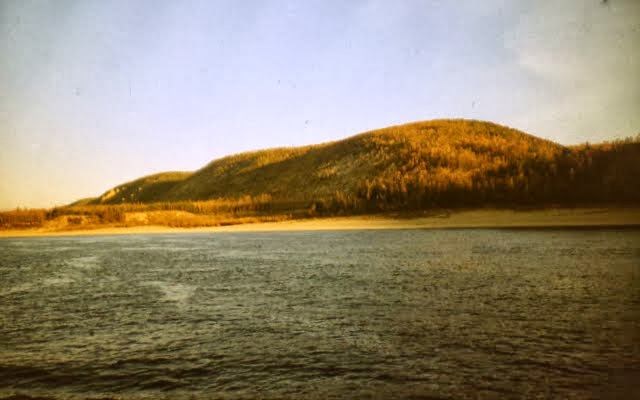
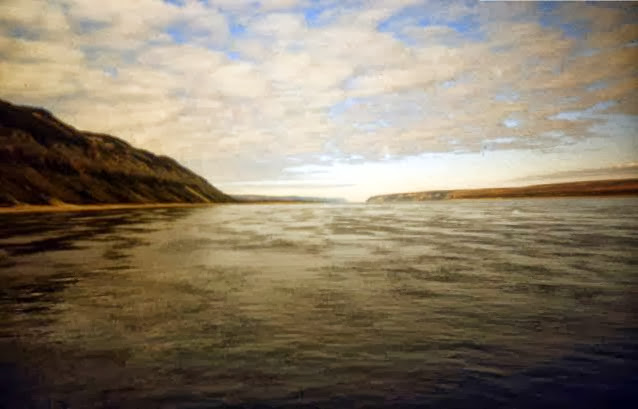
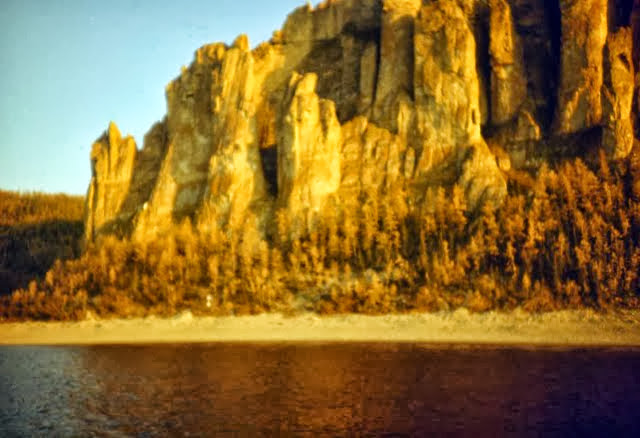
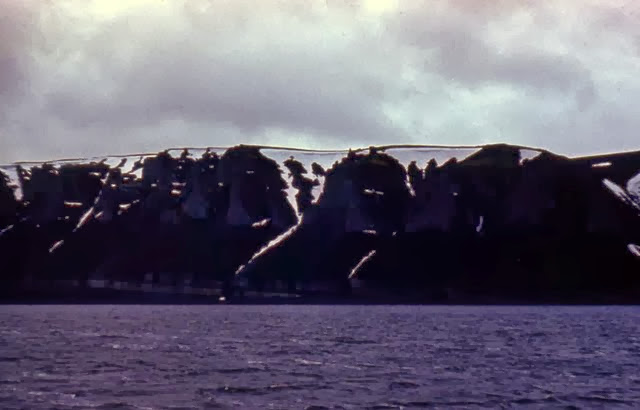
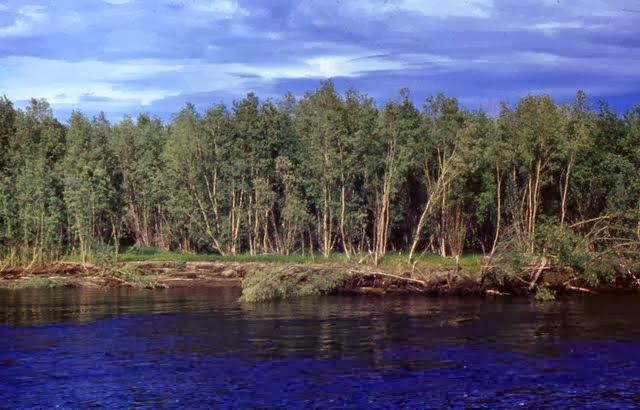
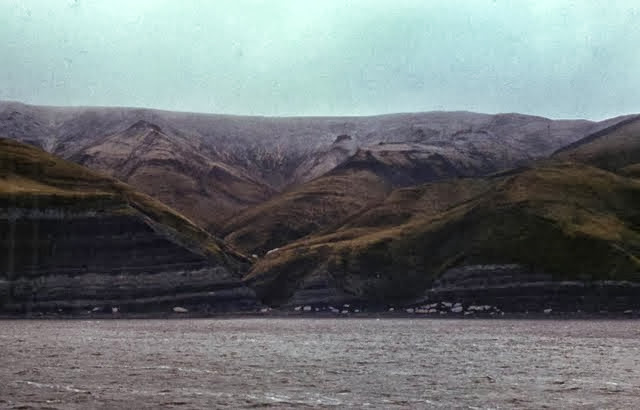
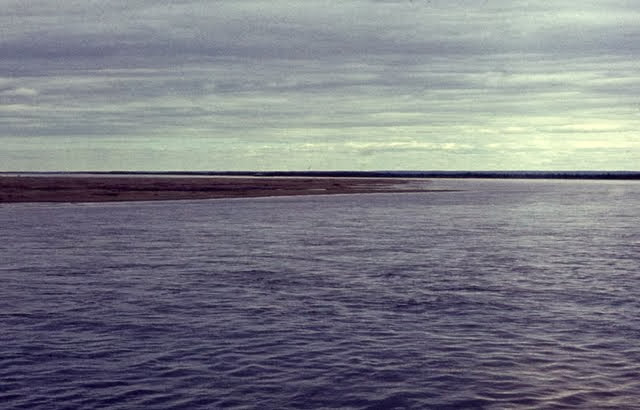
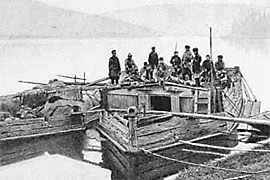
Pausik sur la Lena en 1881.